# Otuzco
Otuzco es una ciudad peruana capital del distrito y de la provincia homónimos en la Sierra del departamento de La Libertad. Es conocida por albergar en su catedral la venerada imagen de la Virgen de la Puerta.

## Demografía
Otuzco tiene 25 134 habitantes, con una densidad de 56,6 hab./km².

## Historia

### De villa a capital provincial y ciudad
La creación inicial de la provincia se dio gracias a la insistencia de los otuzcanos, José Corcuera (diputado por la provincia de Huamachuco) y Enemecio Orbegoso (hijo del presidente Mcal. Luis José Orbegoso), quienes en el año 1856 presentaron un proyecto - ley, el cual fue denegado, y posteriormente siguieron realizando gestiones hasta el año de 1860 en que nuevamente presentaron un segundo proyecto - ley, el cual sí fue aceptado por el Congreso de la República el 17 de abril de 1861, fecha en que se dictó la "Ley de creación de la provincia de Otuzco", en el Departamento de La Libertad. Esta ley fue refrendada por el entonces Presidente de la República, Mcal. Ramón Castilla, el 25 de abril de 1861.
Esta misma ley fue la que dividió a la provincia de Huamachuco en dos, y creó la provincia de Otuzco. Esta ley la señaló como capital de la nueva provincia, con el título de "villa" y luego por ley del 15 de noviembre de 1890, esta "villa" fue elevada a la categoría de "ciudad".

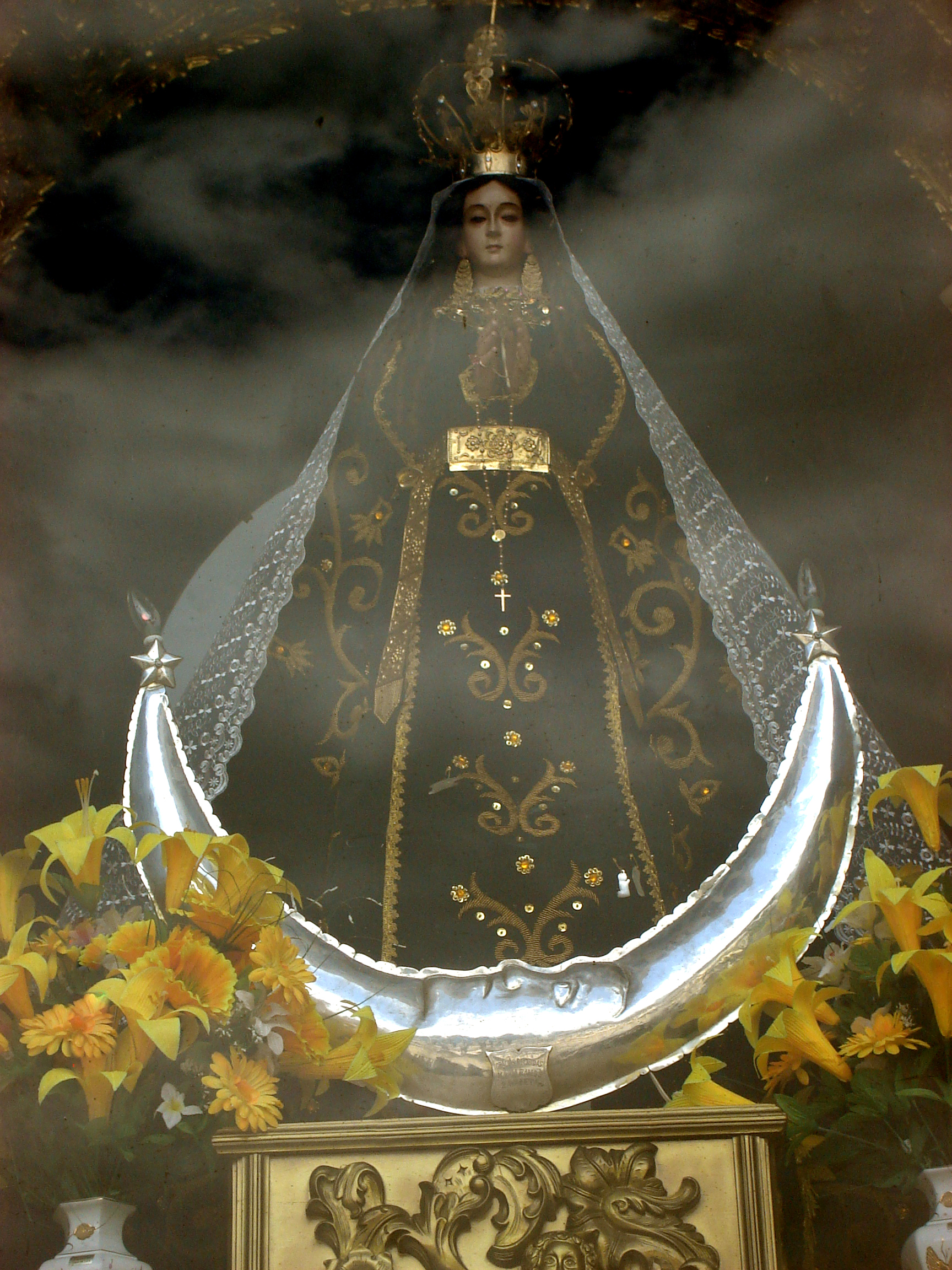
Imagen de la Virgen de la Puerta, ubicada en el balcón sobre el portal de la iglesia de la Inmaculada Concepción.

### Historia
La ciudad de Otuzco en el Departamento de La Libertad es Capital de la Provincia del mismo nombre. Es una ciudad fundad en el periodo colonial. Su existencia es tan antigua como la aparición de los primeros grupos humanos en el Departamento de La Libertad.
Otuzco una historia de fe y mucha cultura.
La ciudad de Otuzco fue fundada por los padres Agustinos que provenían de España, ellos evangelizaron a la población haciendo que le recen y veneren a la Inmaculada Concepción que es la virgen que ellos creían es por eso que fue la primera patrona de Otuzco antes de la Inmaculada Virgen de la Puerta.
Antes de que la provincia se llamara Otuzco se llamaba Orozco, que significa muela,  ya que Otuzco está alrededor de muchos cerros.
Las personas antes de que apareciera la virgen de la puerta habitaban solo  en donde hoy en día  se conoce el barrio la Ermita, el primer barrio de Otuzco.
La virgen de puerta apareció hace 300 años atrás en donde ahora es la plaza de armas, cuenta la historia que una niña se encontraba ahí y vio a la virgen en una laguna, ella fue  a avisar lo que había encontrado.
La virgen de la puerta se llama así ya que cuando la encontraron le construyeron su iglesia, actualmente el "museo religioso" y la colocaron adentro, cuentan que todos los días se aparecía afuera de la iglesia en la puerta y es por eso que la llamaron "virgen de la puerta"
Los  pobladores en un inició sacaban a las 2 virgenes, a la inmaculada concepción y a la virgen de la puerta a las procesiones, pero tiempo después fueron olvidando y dejando de lado a la inmaculada concepción ya que ella no la habían encontrado en Otuzco como a la virgen de puerta, es así como la virgen de la puerta se convirtió en la patrona de Otuzco.
Es por eso que muchas personas le tienen mucha fe y le agradecen por todo lo bueno que les da, casi todo el año se realizan fiestas en otuzco en las cuales organizan procesiones, misas, novenas etc. En las procesiones participan diferentes danzas propias del lugar como la danza de los negritos, los gitanos, las coyas que ya muy pocas personas lo realizan pero ya costumbre aun se mantiene, aunque hay costumbre se han ido perdiendo con el paso del tiempo.
Tiempo después apareció las virgenes de las piedritas también llamadas de las providencia en el año 16 , cuenta la leyenda que en el actual Barrio "Ramón Castilla" 

A lo largo de la historia ha pasado por diversas categorías, primero que solamente era nombre, posteriormente parroquia, curato, pueblo y en el advenimiento de la República, al ser creado la Provincia de Otuzco, ascendió a la categoría legal de Villa. Actualmente ostenta la categoría de "Ciudad", por Ley del 15 de noviembre de 1890.
Otuzco es una ciudad andina poblada por los descendientes de los antiguos nombres del Perú, cuyas sangres se mezclaron con los venidos de España, desde los primeros años de dominación Española. Su población actualmente es Mestiza y su aspecto urbano ha cambiado mucho desde el año 1940, también sus personas han evolucionado de los antiguos hombres que forman los grupos de "sociedad".

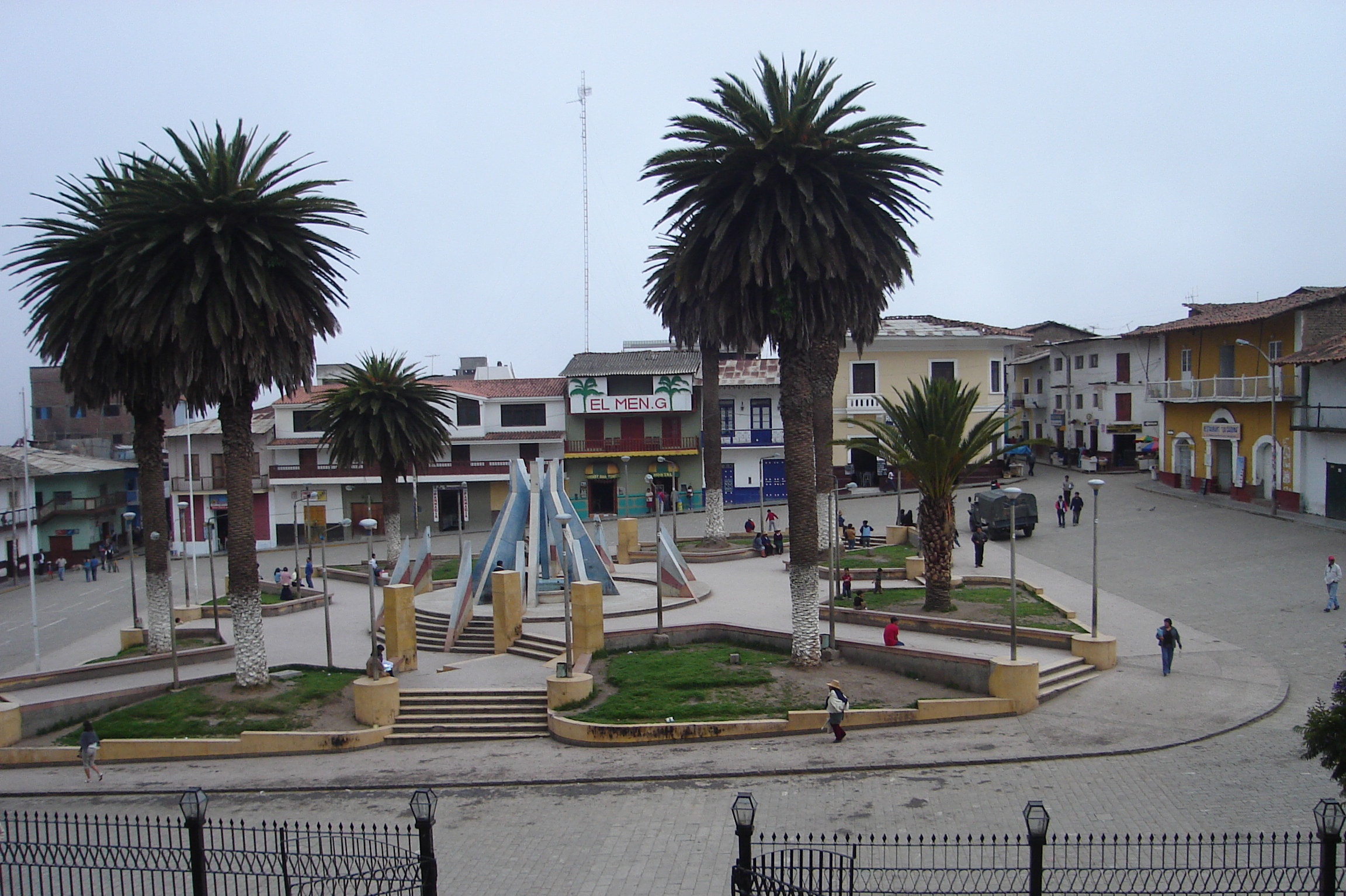
Vista de la plaza Mayor de Otuzco.

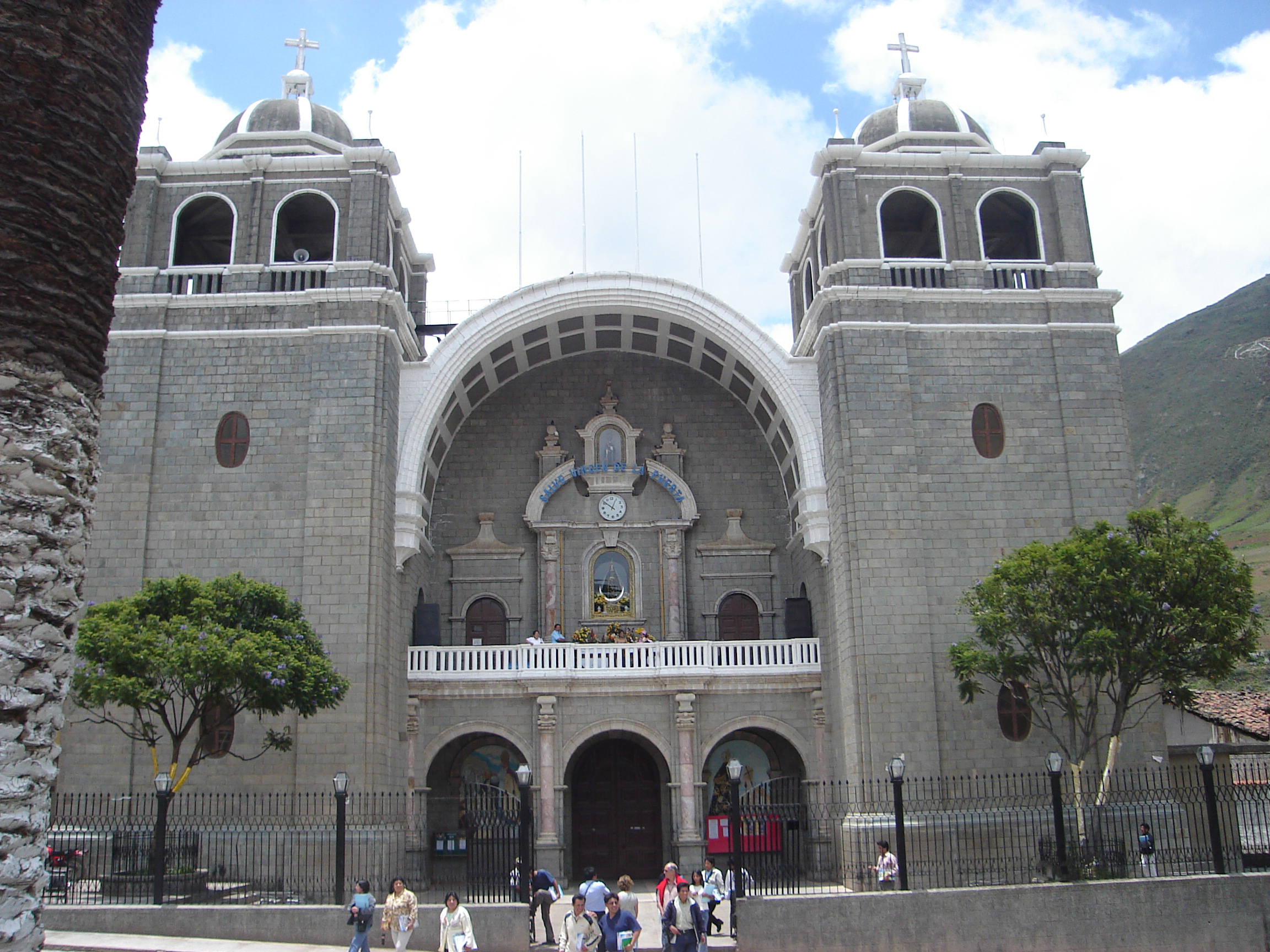
Iglesia de la Inmaculada Concepción, donde está la imagen de la Virgen de la Puerta.

## Clima
| Parámetros climáticos promedio de Otuzco | Parámetros climáticos promedio de Otuzco | Parámetros climáticos promedio de Otuzco | Parámetros climáticos promedio de Otuzco | Parámetros climáticos promedio de Otuzco | Parámetros climáticos promedio de Otuzco | Parámetros climáticos promedio de Otuzco | Parámetros climáticos promedio de Otuzco | Parámetros climáticos promedio de Otuzco | Parámetros climáticos promedio de Otuzco | Parámetros climáticos promedio de Otuzco | Parámetros climáticos promedio de Otuzco | Parámetros climáticos promedio de Otuzco | Parámetros climáticos promedio de Otuzco |
| Mes                                      | Ene.                                     | Feb.                                     | Mar.                                     | Abr.                                     | May.                                     | Jun.                                     | Jul.                                     | Ago.                                     | Sep.                                     | Oct.                                     | Nov.                                     | Dic.                                     | Anual                                    |
| ---------------------------------------- | ---------------------------------------- | ---------------------------------------- | ---------------------------------------- | ---------------------------------------- | ---------------------------------------- | ---------------------------------------- | ---------------------------------------- | ---------------------------------------- | ---------------------------------------- | ---------------------------------------- | ---------------------------------------- | ---------------------------------------- | ---------------------------------------- |
| Temp. máx. media (°C)                    | 21.2                                     | 20.6                                     | 20.7                                     | 20.3                                     | 20.4                                     | 20.7                                     | 20.8                                     | 20.5                                     | 20.7                                     | 20.5                                     | 20.7                                     | 21.1                                     | 20.7                                     |
| Temp. media (°C)                         | 14.5                                     | 14.1                                     | 14.1                                     | 13.5                                     | 12.5                                     | 11.7                                     | 11.7                                     | 11.8                                     | 12.5                                     | 13.1                                     | 13.1                                     | 13.6                                     | 13                                       |
| Temp. mín. media (°C)                    | 7.8                                      | 7.6                                      | 7.5                                      | 6.8                                      | 4.7                                      | 2.8                                      | 2.7                                      | 3.2                                      | 4.4                                      | 5.8                                      | 5.6                                      | 6.2                                      | 5.4                                      |
| Fuente: climate-data.org                 |                                          |                                          |                                          |                                          |                                          |                                          |                                          |                                          |                                          |                                          |                                          |                                          |                                          |

## Instituciones financieras
- Agencia Caja Trujillo.
- Agencia Banco de la Nación.
- Agencia Caja Piura.
- Agencia Mi Banco.
- Agencia La Monedita.
- Agencia AMAS.
- Agencia Mi Crédito.
- Agencia Financiera Cofianza.

## La Virgen de la Puerta
Patrona de Otuzco, se le atribuye el milagro de librar de piratas holandeses a Trujillo.

## Medios de Comunicación
- Paraíso Digital televisión
- Otuzco Noticias

- Datos: Q3056421
- Multimedia: Otuzco / Q3056421